# Monument national de la place du Dam
Le monument national de la place du Dam (en néerlandais : Nationaal Monument op de Dam) est un cénotaphe édifié en 1956 à Amsterdam, capitale des Pays-Bas. Une cérémonie nationale du souvenir des morts est organisée chaque année le 4 mai pour commémorer les victimes de la Seconde Guerre mondiale et des conflits armés qui ont suivi,.

## Histoire

### Premières années
La place du Dam est le centre historique de la capitale néerlandaise. Jusqu'en 1914, un autre monument national s'y dressait, De Eendracht ou populairement Naatje van de Dam (nl), commémorant la campagne des Dix-Jours.
Peu de temps après la Seconde Guerre mondiale en 1945, un poteau de la liberté est érigé sur la place du Dam. Le gouvernement néerlandais propose qu'un monument national permanent de la Seconde Guerre mondiale y soit installé. Un monument temporaire est alors érigé en 1947, conçu par AJ van de Steur et Auke Komter. Il se compose de 11 urnes contenant de la terre provenant de lieux d'exécution de la Seconde Guerre mondiale et des cimetières de guerre dans chacune des provinces néerlandaises. Trois ans plus tard, une douzième urne est ajoutée avec de la terre des Indes néerlandaises (aujourd'hui l'Indonésie),.

### Construction
Une initiative privée d'un monument de la Seconde Guerre mondiale prend le pas. John Rädecker est chargé de concevoir le monument et ses créations sont exposées en 1946 au Stedelijk Museum. Le maire Arnold Jan d'Ailly accompagne le projet et décide de construire ce monument à financement privé sur la place du Dam, sur les plans de Rädecker. L'architecte Jacobus Oud est engagé pour travailler avec Rädecker. La conception finale est approuvée par le gouvernement néerlandais en 1952. Rädecker est alors malade (il meurt quatre mois avant l'inauguration du monument), et ses fils Han et Jan Willem Rädecker poursuivent son projet,.

### Période contemporaine
Dans les années 1960 et 1970, le monument national, qui domine la partie Est de la place du Dam, devient un lieu de rassemblement pour les hippies, qui y voient un symbole de liberté. Chaque nuit, une foule de personnes dort autour du monument dans des sacs de couchage. Le 24 août 1970, le gouvernement municipal interdit le Damslapen (« Dam endormi »). Cela entraîne des émeutes sur la place Dam qui se poursuivent jusqu'au lendemain, lorsque la place est nettoyée par des marines hors service. Les hippies partent ensuite pour le Vondelpark.
Le monument a connu deux restaurations, en 1965 et en 1997–1998. Lors de la restauration dans les années 1990, le monument entier est démonté et l'intérieur en brique du pilier central est remplacé par du béton. En 2007, une rampe pour fauteuils roulants est ajoutée au monument. Le 14 août 2009, le monument reçoit le statut de rijksmonument.

## Conception
Le monument est conçu par l'architecte néerlandais Jacobus Oud ; les sculptures sont de John Rädecker et ses fils Han et Jan Willem Rädecker. Les reliefs sont du sculpteur Paul Grégoire,.
L'élément central du monument est un pilier conique en béton de 22 mètres de hauteur, entièrement recouvert de pierre de travertin blanche. Sur le devant du pilier se trouve un relief intitulé De Vrede (La Paix), composé de quatre hommes enchaînés, représentant les souffrances endurées pendant la guerre. De part et d'autre de ces figures centrales se trouvent deux hommes représentant des membres de la résistance néerlandaise, la figure de gauche symbolisant la résistance de l' intelligentsia et la figure de droite la résistance des classes ouvrières. Les chiens hurlants à leurs pieds représentant la souffrance et la loyauté. Au-dessus du relief central se trouve une sculpture de femme avec un enfant dans les bras et des colombes volant autour d'elle, représentant la victoire, la paix et une vie nouvelle. Un relief de la face arrière du pilier montre des colombes volant vers le ciel, symbolisant la libération,.
Le monument est placé sur une série d'anneaux concentriques, formant des marches pour y accéder. Devant le monument, de chaque côté, se trouvent deux sculptures de lions sur des socles circulaires, symbolisant les Pays-Bas. Un mur en demi-cercle entoure l'arrière du monument, contenant onze urnes avec de la terre de terrains d'exécution de la Seconde Guerre mondiale et des cimetières de guerre dans chacune des provinces néerlandaises et une douzième urne avec de la terre des Indes néerlandaises,.

### Inscription
Le pilier porte une inscription en latin :
Hic ubi cor patriae monumentum cordibus intus'quod gestant cives spectet ad astra dei.
(« Ici, là où se trouve le cœur de la patrie, que ce monument, que les citoyens portent dans leur cœur, contemple les étoiles de Dieu »)
Le mur derrière le pilier porte également une inscription en néerlandais, un texte du poète Adriaan Roland Holst. Au dos du mur se trouve une inscription d'un vers de poésie hollandaise d'Anthonie Donker, un pseudonyme de Nico Donkersloot,.

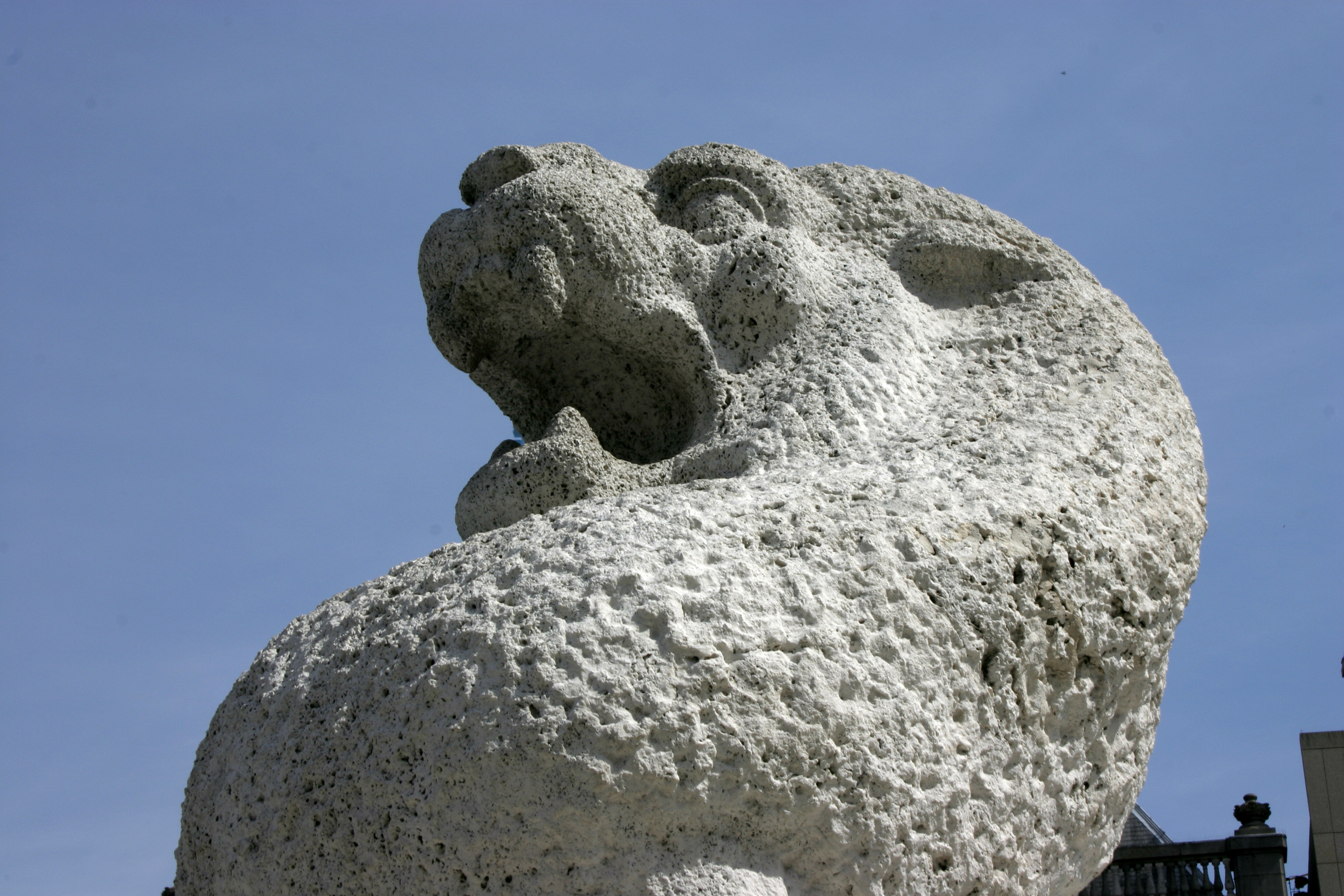
L'une des deux sculptures de lion du monument national.
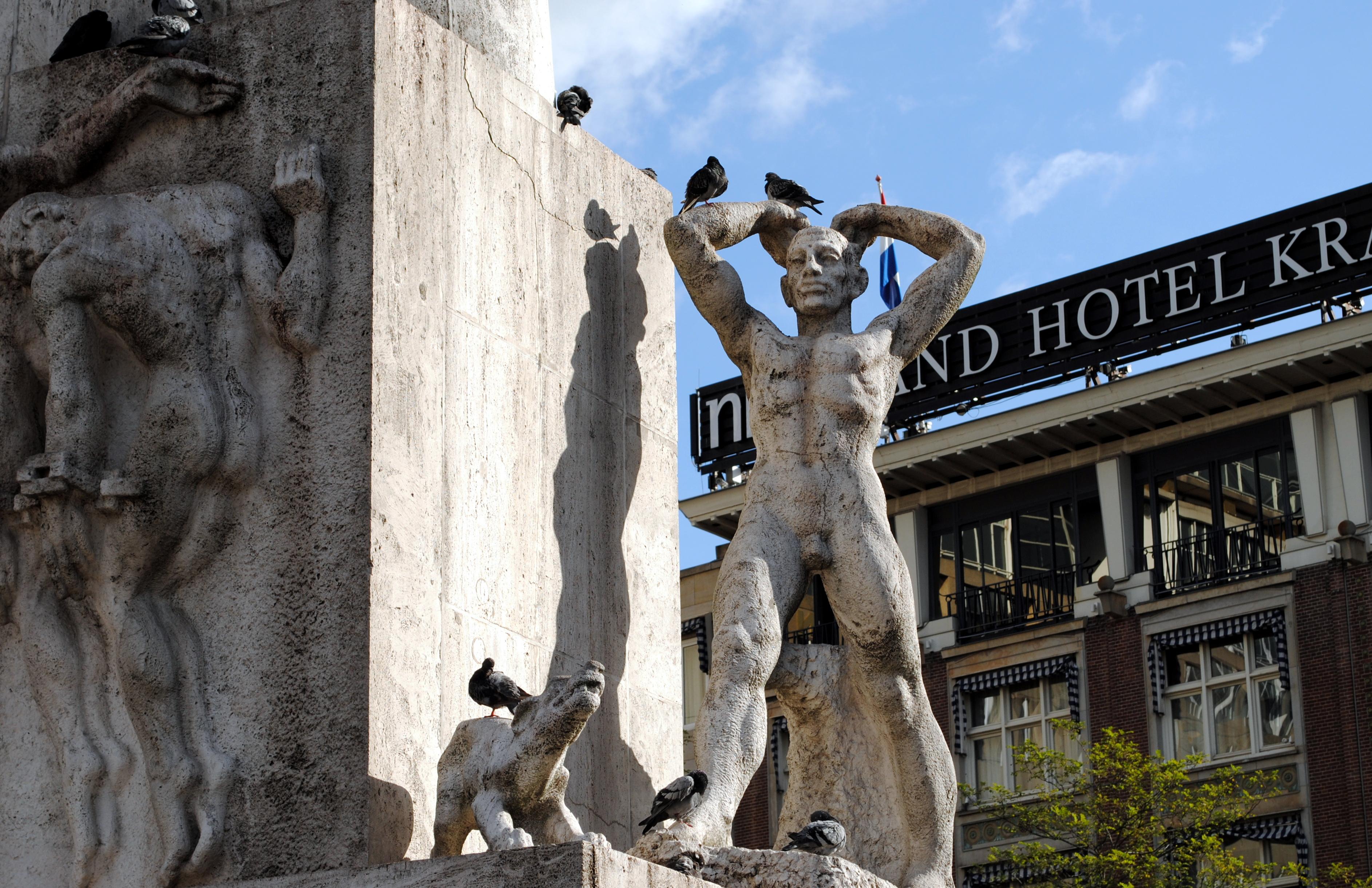
La figure de droite, symbolisant la résistance des classes ouvrières.